# Чёрч, Алонзо
Алонзо Чёрч (англ. Alonzo Church; 14 июня 1903 года, Вашингтон — 11 августа 1995 года, Хадсон, Огайо, США) — американский математик и логик, внесший значительный вклад в основы информатики.

## Биография
Получил степень бакалавра искусств в Принстонском университете в 1924 году, и докторскую (Ph.D.) в 1927 году под руководством Освальда Веблена за работу «Alternatives to Zermelo’s Assumption». Два года он был нацисследовательским стипендиатом (National Research Fellow), год провёл в Гарварде, затем — в Геттингене и Амстердаме. С 1929 года ассистент-профессор математики в альма-матер, с 1939 года ассоциированный профессор, с 1947 года профессор математики, с 1961 года профессор математики и философии.
Чёрч прославился разработкой теории лямбда-исчислений, последовавшей за его знаменитой статьёй 1936 года, в которой он показал существование т. н. «неразрешимых задач» (теорема Чёрча — Тьюринга). Эта статья предшествовала знаменитому исследованию Алана Тьюринга на тему проблемы остановки, в котором также было продемонстрировано существование задач, неразрешимых механическими способами. Впоследствии Чёрч и Тьюринг показали, что лямбда-исчисления и машина Тьюринга имели одинаковые свойства, таким образом доказывая, что различные «механические процессы вычислений» могли иметь одинаковые возможности. Эта работа была оформлена как тезис Чёрча — Тьюринга.
Помимо прочего, его система лямбда-исчислений легла в основу функциональных языков программирования, в частности семейства Лисп (например, Scheme).
Чёрч оставался профессором в Принстоне до 1967 года, после чего он переехал в Калифорнию, где стал профессором в университете в Лос-Анджелесе — до 1990 года. В 1992 году переехал в Хадсон, штат Огайо, где дожил свою жизнь.
Член НАН США (1978) и Американской академии искусств и наук, членкор Британской акад. (1966). Был удостоен почётных степеней альма-матер (1985) и др.
В 1926 году в Принстоне женился, трое детей.

## Логика
Чёрч исследовал проблемы логической семантики и математической логики. В 1935 году он построил первый пример неразрешимой массовой проблемы, которая состоит в требовании найти алгоритм для решения некоторой серии… «единичных» проблем. Массовая проблема не разрешима, если её решения, то есть требуемого алгоритма, не существует.
Им также дано доказательство неразрешимости проблемы для узкого исчисления предикатов, то есть доказательство того, что не существует алгоритма, который по виду формулы этого исчисления определял бы, выражает эта формула общелогическую истину или нет. В своём «Введении в математическую логику», Чёрч разъяснил своё понимание метода математической логики, определив её первичные понятия. Он подробно изложил исчисление высказываний, или пропозициональное исчисление, функциональные исчисления первого порядка, чистое функциональное исчисление первого порядка и функциональные исчисления второго порядка. Чёрч дал определение таких категорий как имя, константы и переменные функции, символы, связки, операторы, кванторы, проблема разрешения, противоречивость и полнота системы аксиом и др.
Математическую логику он излагал как логику формальную, предмет которой изучается методом построения формализованных языков. «Обычно логика занимается анализом предложений и доказательств; — пишет он,- при этом основное внимание обращается на форму, в отличие от содержания». Поскольку естественные языки на протяжении всей истории развивались под влиянием исторических потребностей лёгкого общения, постольку они не отличаются точностью, что приводит к ошибкам в рассуждениях. Чтобы избежать возможных ошибок, Чёрч предложил использовать для логических целей специально созданный им формализованный язык, в который из обычных языков переносились бы собственные имена. При этом каждое имя должно было иметь точно один смысл, если ставится задача обеспечить однозначность в формализованных языках. Суждение Чёрч определил следующим образом: «Всякий концепт истинностного значения называется суждением не зависимо от того является ли он смыслом какого-либо предложения».

## Произведения, переведенные на русский язык
- Введение в математическую логику. Том 1. — М.: Издательство иностранной литературы, 1960. Второй том книги автором написан не был и в дальнейшем книга переиздавалась как «Введение в математическую логику».